# IES Manacor
L'IES Manacor, antigament conegut com a IES Na Camel·la, és un institut d'ensenyament secundari on es pot estudiar l'ESO i el Batxillerat. Fins al curs 2022-23, també ofertava Formació Professional de graus mitjà i superior, però al juliol de 2023 aquests estudis varen passar al CIFP Politècnic de Llevant, centre integrat d'FP de referència a la comarca, que de moment comparteix el mateix espai físic. Està situat al municipi de Manacor, al Carrer Tapareres, s/n.

## Història

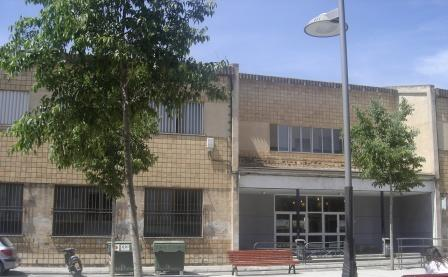
L'edifici de l'IES Na Camel·la el 2010.

La història del centre comença l'any 1964, amb el nom d'Escuela de Maestría Industrial, popularment coneguda com a "La Industrial". El seu objectiu era formar professionals per a la indústria de la fusta, de l'electricitat i de la mecànica que s'integrarien directament al món laboral i que hi ocuparien llocs de responsabilitat. Era el segon centre de Mallorca on s'impartien aquest estudis.
El curs 1972-73, amb la nova Llei General d'Educació, comença un nou període d'expansió de l'ensenyament professional, amb els estudis de grau de FP1 i FP2: metall, fusta, perruqueria, estètica, administratiu, electricitat i automoció. El nombre d'alumnes ja havia augmentat. Els estudis d'FP eren una sortida per als alumnes que no volien anar a la universitat, però que tenien el desig d'integrar-se al món laboral amb formació.
L'institut, anomenat IES Na Camel·la, va ser seleccionat pel que era Director Provincial d'Educació Andreu Crespí Plaza com a centre REM (Reforma dels Ensenyaments Mitjans). Els alumnes no tenien llibres de text i el professorat elaborava els materials tot coordinant els aspectes comuns de les diferents àrees. De la REM es passà a la LOGSE. Els batxillerats s'impartien en horari d'horabaixes totalitzant uns 1100 alumnes. Tot seguit va venir l'ESO amb els Departaments d'Orientació, l'Atenció a la Diversitat, els grups de diversificació i les adaptacions curriculars. Amb l'ensenyament obligatori fins als setze anys, el centre va fer un esforç important per atendre tots i cadascun dels alumnes. I amb els quatre cursos d'ESO arribaren també els nous batxillerats.
Al curs 2011-2012 el centre es traslladà a un nou edifici, prop de la carretera Manacor-Felanitx, a Son Fangos, que va rebre el nom d'IES Manacor. L'edifici, d'àmplia oferta educativa, té una capacitat final prevista de més de 1000 alumnes. Actualment es troba en funcionament de forma parcial, tot i que queda una part per construir del projecte original.

## Oferta educativa
S'hi pot estudiar: l'ESO, Programes de qualificació professional inicial (PQPI), batxillerat de les modalitats de Ciències i Tecnologia i d'Humanitats i Ciències Socials. Els mòduls de grau mitjà impartits són de Comerç, Gestió Administrativa, Equips i Instal·lacions Electrotècniques, Electromecànica de Vehicles i Tècnic en Sistemes Microinformàtics i Xarxes. El mòduls de grau superior oferts són d'Administració i Finances i el d'Administració de sistemes informàtics.
Els curs 2010-11 s'aprovà la inclusió d'un cicle formatiu de grau superior d'Electricitat i s'oferirà un agrupament modular dins de la família d'Informàtica i Comunicació, pel qual no calen requisits previs ni superar proves d'accés, cosa que el fa atractiu també a aquells professionals del món de la informàtica que volen reciclar els seus coneixements o adquiri-ne de nous.